# Jendouba (província)
A província de Jendouba (em árabe: ولاية جندوبة; em francês: gouvernorat de Jendouba) é uma província do sul da Tunísia. Foi criada em 21 de junho de 1956 e até 31 de maio de 1966 chamou-se província de Souk El Arba.
- capital: Jendouba (antiga Souk El Arba)
- área: 3 102 km²
- população: 416 608 habitantes (2004);[2] 425 600 (estimativa de 2013)[3]
- densidade: 134,3 hab./km² (2004)

| Delegação        | População em 2004 |
| ---------------- | ----------------- |
| Aïn Draham       | 40 372            |
| Balta-Bou Aouane | 42 229            |
| Bou Salem        | 36 061            |
| Fernana          | 52 690            |
| Ghardimaou       | 67 955            |
| Jendouba Norte   |                   |
| Jendouba Sul     | 68 597            |
| Oued Meliz       | 19 015            |
| Tabarka          | 45 494            |